# Kabinet-Lloyd George II
Het kabinet-Lloyd George II was de uitvoerende macht van de Britse overheid van 14 december 1918 tot 23 oktober 1922.
| Ambtsbekleder | Ambtsbekleder            | Ambtsbekleder                                              | Functie                           | Ambtstermijn     | Ambtstermijn     | Partij             |
| ------------- | ------------------------ | ---------------------------------------------------------- | --------------------------------- | ---------------- | ---------------- | ------------------ |
|               | David Lloyd George       | David Lloyd George (1863-1945)                             | Premier                           | 7 december 1916  | 23 oktober 1922  | Liberal Party      |
|               | Bonar Law                | Bonar Law (1858-1923)                                      | Minister van Financiën            | 7 december 1916  | 10 januari 1919  | Conservative Party |
|               | Austen Chamberlain       | Sir Austen Chamberlain (1863-1937)                         | Minister van Financiën            | 10 januari 1919  | 1 april 1921     | Conservative Party |
|               | Robert Horne             | Sir Robert Horne (1871-1940)                               | Minister van Financiën            | 1 april 1921     | 23 oktober 1922  | Unionist Party     |
|               | Arthur Balfour           | Arthur Balfour (1848-1930)                                 | Minister van Buitenlandse Zaken   | 7 december 1916  | 23 oktober 1919  | Conservative Party |
|               | George Curzon            | Markies van Curzon van Kedleston George Curzon (1859-1925) | Minister van Buitenlandse Zaken   | 23 oktober 1919  | 22 januari 1924  | Conservative Party |
|               | George Cave              | Burggraaf Cave George Cave (1874-1965)                     | Minister van Binnenlandse Zaken   | 7 december 1916  | 14 januari 1919  | Conservative Party |
|               |                          | Edward Shortt (1865-1935)                                  | Minister van Binnenlandse Zaken   | 14 januari 1919  | 23 oktober 1922  | Liberal Party      |
|               | George Curzon            | Markies van Curzon van Kedleston George Curzon (1859-1925) | Lord President of the Council     | 7 december 1916  | 23 oktober 1919  | Conservative Party |
|               | Arthur Balfour           | Graaf van Balfour Arthur Balfour (1848-1930)               | Lord President of the Council     | 23 oktober 1919  | 23 oktober 1922  | Conservative Party |
|               | Bonar Law                | Bonar Law (1858-1923)                                      | Leader of the House of Commons    | 7 december 1916  | 1 april 1921     | Conservative Party |
|               | Austen Chamberlain       | Sir Austen Chamberlain (1863-1937)                         | Leader of the House of Commons    | 1 april 1921     | 23 oktober 1922  | Conservative Party |
|               | David Lindsay            | Graaf van Crawford David Lindsay (1871-1940)               | Lord Privy Seal                   | 7 december 1916  | 14 januari 1919  | Conservative Party |
|               | Bonar Law                | Bonar Law (1858-1923)                                      | Lord Privy Seal                   | 14 januari 1919  | 1 april 1921     | Conservative Party |
|               | Austen Chamberlain       | Sir Austen Chamberlain (1863-1937)                         | Lord Privy Seal                   | 1 april 1921     | 23 oktober 1922  | Conservative Party |
|               | George Curzon            | Markies van Curzon van Kedleston George Curzon (1859-1925) | Leader of the House of Lords      | 7 december 1916  | 22 januari 1924  | Conservative Party |
|               | Alfred Milner            | Burggraaf Milner Alfred Milner (1865-1948)                 | Minister voor Oorlog              | 18 april 1918    | 14 januari 1919  | Conservative Party |
|               | Winston Churchill        | Winston Churchill (1874-1965)                              | Minister voor Oorlog              | 14 januari 1919  | 13 februari 1921 | Liberal Party      |
|               | Laming Worthington-Evans | Sir Laming Worthington- Evans (1868-1931)                  | Minister voor Oorlog              | 13 februari 1921 | 23 oktober 1922  | Conservative Party |
|               | Eric Geddes              | Sir Eric Geddes (1875-1937)                                | Minister voor de Marine           | 17 juli 1917     | 14 januari 1919  | Conservative Party |
|               | Walter Long              | Walter Long (1854-1924)                                    | Minister voor de Marine           | 14 januari 1919  | 13 februari 1921 | Conservative Party |
|               | Arthur Lee               | Burggraaf Lee van Fareham Arthur Lee (1868-1947)           | Minister voor de Marine           | 13 februari 1921 | 23 oktober 1922  | Conservative Party |
|               | Winston Churchill        | Winston Churchill (1874-1965)                              | Minister voor de Luchtmacht       | 14 januari 1919  | 1 april 1921     | Liberal Party      |
|               | Freddie Guest            | Freddie Guest (1875-1937)                                  | Minister voor de Luchtmacht       | 1 april 1921     | 23 oktober 1922  | Liberal Party      |
|               |                          | Sir Albert Stanley (1874-1948)                             | Voorzitter van de Handelsraad     | 7 december 1916  | 26 mei 1919      | Conservative Party |
|               | Auckland Geddes          | Sir Auckland Geddes (1879-1954)                            | Voorzitter van de Handelsraad     | 26 mei 1919      | 20 maart 1920    | Conservative Party |
|               | Robert Horne             | Sir Robert Horne (1871-1940)                               | Voorzitter van de Handelsraad     | 20 maart 1920    | 1 april 1921     | Unionist Party     |
|               | Stanley Baldwin          | Stanley Baldwin (1867-1947)                                | Voorzitter van de Handelsraad     | 1 april 1921     | 23 oktober 1922  | Conservative Party |
|               | Christopher Addison      | dr. Christopher Addison (1869-1951)                        | Minister van Volksgezondheid      | 24 juni 1919     | 1 april 1921     | Liberal Party      |
|               | Alfred Mond              | Sir Alfred Mond (1868-1930)                                | Minister van Volksgezondheid      | 1 april 1921     | 23 oktober 1922  | Liberal Party      |
|               | George Roberts           | George Roberts (1868-1928)                                 | Minister van Arbeid               | 17 augustus 1917 | 14 januari 1919  | Labour Party       |
|               | Robert Horne             | Sir Robert Horne (1871-1940)                               | Minister van Arbeid               | 14 januari 1919  | 20 maart 1920    | Unionist Party     |
|               | Thomas Macnamara         | Thomas Macnamara (1861-1931)                               | Minister van Arbeid               | 20 maart 1920    | 23 oktober 1922  | Liberal Party      |
|               |                          | John Hodge (1855-1937)                                     | Minister van Pensioenen           | 17 augustus 1917 | 14 januari 1919  | Labour Party       |
|               | Laming Worthington-Evans | Sir Laming Worthington- Evans (1868-1931)                  | Minister van Pensioenen           | 14 januari 1919  | 1 april 1921     | Conservative Party |
|               |                          | Ian Macpherson (1880-1937)                                 | Minister van Pensioenen           | 1 april 1921     | 23 oktober 1922  | Liberal Party      |
|               | Herbert Fisher           | Herbert Fisher (1865-1940)                                 | Minister van Onderwijs            | 7 december 1916  | 23 oktober 1922  | Liberal Party      |
|               | Alfred Mond              | Sir Alfred Mond (1868-1930)                                | Minister van Openbare Werken      | 7 december 1916  | 1 april 1921     | Liberal Party      |
|               | David Lindsay            | Graaf van Crawford David Lindsay (1871-1940)               | Minister van Openbare Werken      | 1 april 1921     | 23 oktober 1922  | Conservative Party |
|               |                          | Rowland Prothero (1851-1937)                               | Minister van Landbouw en Visserij | 7 december 1916  | 15 augustus 1919 | Conservative Party |
|               | Arthur Lee               | Burggraaf Lee van Fareham Arthur Lee (1868-1947)           | Minister van Landbouw en Visserij | 15 augustus 1919 | 13 februari 1921 | Conservative Party |
|               | Arthur Griffith-Boscawen | Sir Arthur Griffith- Boscawen (1865-1946)                  | Minister van Landbouw en Visserij | 13 februari 1921 | 23 oktober 1922  | Conservative Party |

Russell I ·
Smith-Stanley I ·
Hamilton-Gordon ·
Temple I ·
Smith-Stanley II ·
Temple II ·
Russell II ·
Smith-Stanley III ·
Disraeli I ·
Gladstone I ·
Disraeli II ·
Gladstone II ·
Gascoyne-Cecil I ·
Gladstone III ·
Gascoyne-Cecil II ·
Gladstone IV ·
Primrose ·
Gascoyne-Cecil III ·
Gascoyne-Cecil IV ·
Balfour ·
Campbell-Bannerman ·
Asquith I ·
Asquith II ·
Asquith III ·
Asquith IV ·
Lloyd George I ·
Lloyd George II ·
Law ·
Baldwin I ·
MacDonald I ·
Baldwin II ·
MacDonald II ·
MacDonald III ·
MacDonald IV ·
Baldwin III ·
Chamberlain I ·
Chamberlain II ·
Churchill I ·
Churchill II ·
Attlee I ·
Attlee II ·
Churchill III ·
Eden ·
Macmillan I ·
Macmillan II ·
Douglas-Home ·
Wilson I ·
Wilson II ·
Heath ·
Wilson III ·
Callaghan ·
Thatcher I ·
Thatcher II ·
Thatcher III ·
Major I ·
Major II ·
Blair I ·
Blair II ·
Blair III ·
Brown ·
Cameron I ·
Cameron II ·
May I ·
May II ·
Johnson I ·
Johnson II ·
Truss ·
Sunak ·
Starmer